# Terricola schelkovnikovi
Terricola schelkovnikovi (Microtus schelkovnikovi) (Норик Шелковнікова, або полівка Шелковнікова) — вид гризунів родини Хом'якові (Cricetidae).

## Поширення
Країни поширення: Іран, Азербайджан. Зустрічається у вологих субтропічних лісах передгірських та нижньому поясі гір (600 - 1000 м), і надає перевагу лісовим галявинам. Вид НЕ був записаний за межами лісу, і, ймовірно, залежить від лісу. 

## Звички
Веде напівпідземне життя. На відміну від багатьох інших видів полівок не робить проходи між виходами з нори. Харчується підземними частинами рослин. Швидше за все проживає в сімейних групах. Сім'я невелика, обмежується однією норою з декількома виходами (від 2 до 6). Розмноження починається в кінці березня, виводок розміром 1-4 диитнчат.

## Загрози та охорона
Існує збезлісення в цій області. Вид був виявлений в одному заповіднику в Азербайджані (Зувандинський заповідник), і має декілька інших природоохоронних територій в своєму діапазоні поширення.

## Ресурси Інтернету
- Shenbrot, G. & Kryštufek, B. 2008. Microtus schelkovnikovi [Архівовано 14 листопада 2012 у Wayback Machine.]

| Панда | Це незавершена стаття з теріології. Ви можете допомогти проєкту, виправивши або дописавши її. |